# Cliobata guttulipennis
Cliobata guttulipennis är en tvåvingeart som först beskrevs av Günther Enderlein 1923.  Cliobata guttulipennis ingår i släktet Cliobata och familjen skridflugor. Inga underarter finns listade i Catalogue of Life.